# Loisy-sur-Marne
Loisy-sur-Marne is een gemeente in het Franse departement Marne (regio Grand Est) en telt 893 inwoners (1999). De plaats maakt deel uit van het arrondissement Vitry-le-François.

## Geografie
De oppervlakte van Loisy-sur-Marne bedraagt 14,2 km², de bevolkingsdichtheid is 62,9 inwoners per km².
De plaats grenst in het noordoosten aan de Marne waar in WW1 zwaar is gevochten.
De onderstaande kaart toont de ligging van Loisy-sur-Marne met de belangrijkste infrastructuur en aangrenzende gemeenten.

## Demografie
Onderstaande figuur toont het verloop van het inwonertal (bron: INSEE-tellingen).